# Домрачонки
Домрачо́нки (рос. Домрачёнки) — присілок у складі Юр'янського району Кіровської області, Росія. Входить до складу Мідянського сільського поселення.
Населення становить 22 особи (2010, 13 у 2002).
Національний склад станом на 2002 рік — росіяни 100 %.